# 불가리아 항공의 운항 노선
2017년 1월 기준, 불가리아 항공은 다음과 같은 노선을 운항하고 있다.

## 운항 노선

### 아시아

#### 서남아시아
- 레바논
  - 베이루트 - 베이루트 국제공항 계졀편
- 이스라엘
  - 텔아비브 - 벤구리온 국제공항

### 유럽

#### 서유럽
- 영국
  - 런던 - 런던 히드로 국제공항
- 프랑스
  - 파리 - 파리 샤를 드 골 국제공항
- 독일
  - 베를린 - 베를린 테겔 국제공항
  - 뒤셀도르프 - 뒤셀도르프 국제공항 계졀편
  - 프랑크푸르트 - 프랑크푸르트 국제공항
- 네덜란드
  - 암스테르담 - 암스테르담 스키폴 국제공항
- 벨기에
  - 브뤼셀 - 브뤼셀 국제공항

#### 중유럽
- 스위스
  - 취리히 - 취리히 국제공항
- 오스트리아
  - 빈 - 빈 국제공항

#### 남유럽
- 그리스
  - 아테네 - 아테네 국제공항
- 스페인
  - 마드리드 - 마드리드 바하라스 국제공항
  - 바르셀로나 - 바르셀로나 엘프라트 국제공항
  - 말라가 - 말라가 공항 계졀편
  - 알리칸테 - 알리칸테 공항
  - 팔마데마요르카 - 팔마데마요르카 공항
- 이탈리아
  - 로마 - 레오나르도 다 빈치 국제공항
  - 밀라노 - 밀라노 말펜사 국제공항
- 키프로스
  - 라르나카 - 라르나카 국제공항
- 포르투갈
  - 리스본 - 리스본 포르텔라 국제공항 계졀편

#### 동유럽
- 러시아
  - 모스크바 - 셰레메티예보 국제공항
  - 상트페테르부르크 - 풀코보 국제공항 계졀편
- 불가리아
  - 소피아 - 소피아 국제공항 허브
  - 바르나 - 바르나 공항 포커스 시티
  - 브루가스 - 브루가스 공항 포커스 시티
- 체코
  - 프라하 - 프라하 바츨라프 하벨 국제공항

## 단항 노선

### 아시아

#### 서남아시아
- 아랍에미리트
  - 두바이 - 두바이 국제공항

### 아프리카

#### 북아프리카
- 리비아
  - 트리폴리 - 트리폴리 국제공항
- 이집트
  - 카이로 - 카이로 국제공항

### 유럽

#### 서유럽
- 영국
  - 맨체스터 - 맨체스터 공항
- 독일
  - 베를린 - 베를린 쇠네펠트 국제공항
  - 라이프치히 - 라이프치히 할레 공항
  - 슈투르가르트 - 슈투르가르트 공항
  - 쾰른 - 쾰른 본 공항
  - 하노버 - 하노버 공항
- 아일랜드
  - 더블린 - 더블린 국제공항

#### 남유럽
- 북마케도니아
  - 스코페 - 스코페 국제공항
- 스페인
  - 발렌시아 - 발렌시아 공항
- 알바니아
  - 티라나 - 티라나 국제공항
- 키프로스
  - 파포스 - 파포스 국제공항
- 튀르키예
  - 이스탄불 - 아타튀르크 국제공항

#### 동유럽
- 러시아
  - 모스크바 - 브누코보 국제공항
- 루마니아
  - 부쿠레슈티 - 헨리 코안더 국제공항
- 헝가리
  - 부다페스트 - 부다페스트 페리 헤지 국제공항

#### 북유럽
- 노르웨이
  - 오슬로 - 오슬로 가르데르모엔 국제공항
- 스웨덴
  - 스톡홀름 - 스톡홀름 알란다 국제공항
- 덴마크
  - 코펜하겐 - 코펜하겐 국제공항